# کنراد دودن
کنراد دودن (آلمانی: Konrad Duden؛ ۳ ژانویهٔ ۱۸۲۹ – ۱ اوت ۱۹۱۱) یک زبان‌شناس اهل آلمان بود.